# Denis Laptev
Denis Igoriévitch Laptev (en russe : Денис Игоревич Лаптев) ou Dzianis Iharavitch Laptsew (en biélorusse : Дзяніс Ігаравіч Лапцеў) est un footballeur international biélorusse né le 1er août 1991 à Mazyr. Il évolue au poste d'attaquant au Torpedo Jodzina.

## Biographie

### Carrière en club
Natif de Mazyr, Denis Laptev effectue sa formation dans la même ville au sein d'une école de sport locale. Il rejoint en 2010 le Vertikal Kalinkavitchy en troisième division biélorusse où il fait ses débuts professionnels à l'âge de 18 ans. Il est transféré dès la mi-saison au Slavia Mazyr avec qui il découvre le deuxième échelon puis la première division en 2012. Peu utilisé cette année-là, il marque tout de même son premier but dans l'élite contre le Torpedo Jodzina le 23 octobre. Il s'impose comme un titulaire régulier dès 2013, année qui le voit marquer neuf buts en championnat, cela n'empêchant cependant pas le Slavia d'être relégué en fin de saison.
Échouant à être transféré au Kazakhstan au Chakhtior Karagandy durant le début d'année 2014, Laptev reste finalement à Mazyr et connaît une saison très productive le voyant marquer 23 buts en championnat, ce qui lui permet de finir meilleur buteur de la compétition tandis que le Slavia termine second de la deuxième division et fait son retour dans l'élite dans la foulée. Sa bonne forme se poursuit lors du début d'exercice 2015 avec neuf buts en treize rencontres lors de la première moitié de saison, incluant des doublés contre le Dinamo Brest et le Dinamo Minsk.
Laptev quitte finalement Mazyr ainsi que la Biélorussie au début du mois de juillet 2015 pour rallier la Russie et le FK Tosno, pensionnaire de deuxième division. Il connaît cependant des difficultés à s'imposer au sein de l'équipe titulaire, se voyant par ailleurs infliger une suspension de six matchs à la fin du mois d'août pour avoir participé à une bagarre lors de la rencontre contre le Chinnik Iaroslavl. Son retour immédiat de suspension le voit marquer son premier but avec le club face au Baltika Kaliningrad, mais il redevient par la suite très rapidement un titulaire irrégulier.
Son exil en Russie ne dure finalement qu'une demi-saison, Laptev rentrant en Biélorussie dès le mois de février 2016 sous la forme d'un prêt vers le Slavia Mazyr. Il termine par la suite l'année au Chakhtior Salihorsk, où il est prêté avec option d'achat durant l'été. Il y fait ses débuts à la mi-juillet en disputant la phase qualificative de la Ligue Europa, inscrivant notamment un but contre le NK Domžale. Affichant par la suite un bilan de six buts marqués en championnat lors de la deuxième partie de saison, il est transféré de manière définitive au Chakhtior en fin d'année 2016.
Titularisé de manière irrégulière, bien que disputant la quasi-totalité des matchs de championnat, Laptev inscrit dix buts dans la compétition lors de la saison 2017 et participe également de manière active au parcours de l'équipe en coupe nationale, disputant une grande partie de la finale perdue contre le Dinamo Brest à l'issue de la séance des tirs au but. Jouant de manière plus régulière l'année suivante, Laptev inscrit cette fois douze buts en championnat, ce qui lui permet de se classer deuxième meilleur buteur de la compétition derrière Pavel Savitski.
Son contrat avec le Chakhtior Salihorsk expirant à la fin d'année 2018, Laptev rejoint dans la foulée le Dinamo Brest. Pour ses débuts le 2 mars 2019 dans le cadre de la Supercoupe de Biélorussie, il inscrit son premier but pour le club et contribue à la victoire des siens face au BATE Borisov. S'imposant par la suite comme un titulaire régulier à la pointe de l'attaque, il marque à nouveau douze fois en championnat et contribue activement au sacre du club à l'issue de la saison, remportant ainsi son deuxième trophée en un an. Il marque onze nouveaux buts l'année suivante tandis que le Dinamo termine cette fois quatrième.
À l'issue de cette dernière saison, Laptev rejoint l'autre club brestois du Rukh Brest au mois de janvier 2021.

### Carrière internationale
Denis Laptev est appelé pour la première fois au sein de la sélection biélorusse par Aliaksandr Khatskevich au moins de juin 2015, connaissant sa première sélection le 7 juin lors d'un match amical contre la Russie. Il doit cependant attendre la fin d'année 2016 pour s'imposer comme un acteur régulier de la sélection, participant notamment aux phases qualificatives de la Coupe du monde 2018 et de l'Euro 2020, ainsi qu'à la Ligue des nations 2018-2019.

## Statistiques
| Saison                | Club                       | Championnat           | Championnat | Championnat | Coupe(s) nationale(s) | Coupe(s) nationale(s) | Compétition(s) continentale(s) | Compétition(s) continentale(s) | Compétition(s) continentale(s) | Total | Total |
| Saison                | Club                       | Division              | M.          | B.          | M.                    | B.                    | Comp.                          | M.                             | B.                             | M.    | B.    |
| 2010                  | Vertikal Kalinkavitchy     | D3                    | 15          | 6           | -                     | -                     | -                              | -                              | -                              | 15    | 6     |
| Sous-total            | Sous-total                 | Sous-total            | 15          | 6           | -                     | -                     | -                              | -                              | -                              | 15    | 6     |
| 2010                  | Slavia Mazyr               | D2                    | 10          | 1           | -                     | -                     | -                              | -                              | -                              | 10    | 1     |
| 2011                  | Slavia Mazyr               | D2                    | 27          | 4           | 1                     | 0                     | -                              | -                              | -                              | 28    | 4     |
| 2012                  | Slavia Mazyr               | D1                    | 5           | 1           | 1                     | 0                     | -                              | -                              | -                              | 6     | 1     |
| 2013                  | Slavia Mazyr               | D1                    | 23          | 9           | 2                     | 3                     | -                              | -                              | -                              | 25    | 12    |
| 2014                  | Slavia Mazyr               | D2                    | 28          | 23          | 1                     | 0                     | -                              | -                              | -                              | 29    | 23    |
| 2015                  | Slavia Mazyr               | D1                    | 13          | 9           | -                     | -                     | -                              | -                              | -                              | 13    | 9     |
| Sous-total            | Sous-total                 | Sous-total            | 106         | 47          | 5                     | 3                     | -                              | -                              | -                              | 111   | 50    |
| 2015-2016             | FK Tosno                   | D2                    | 14          | 1           | 3                     | 0                     | -                              | -                              | -                              | 17    | 1     |
| 2016                  | Slavia Mazyr (prêt)        | D1                    | 15          | 3           | -                     | -                     | -                              | -                              | -                              | 15    | 3     |
| Sous-total            | Sous-total                 | Sous-total            | 29          | 4           | 3                     | 0                     | -                              | -                              | -                              | 32    | 4     |
| 2016                  | Chakhtior Salihorsk (prêt) | D1                    | 14          | 6           | 2                     | 3                     | C3                             | 2                              | 1                              | 18    | 10    |
| 2017                  | Chakhtior Salihorsk        | D1                    | 29          | 10          | 7                     | 3                     | C3                             | 2                              | 0                              | 38    | 13    |
| 2018                  | Chakhtior Salihorsk        | D1                    | 26          | 12          | 4                     | 1                     | C3                             | 4                              | 1                              | 34    | 14    |
| Sous-total            | Sous-total                 | Sous-total            | 69          | 28          | 13                    | 7                     | -                              | 8                              | 1                              | 90    | 36    |
| 2019                  | Dinamo Brest               | D1                    | 29          | 12          | 2                     | 1                     | -                              | -                              | -                              | 31    | 13    |
| 2020                  | Dinamo Brest               | D1                    | 26          | 11          | 8                     | 2                     | -                              | -                              | -                              | 34    | 13    |
| 2021                  | Rukh Brest                 | D1                    | 28          | 9           | 1                     | 0                     | -                              | -                              | -                              | 29    | 9     |
| 2021-2022             | Torpedo Moscou             | D2                    | 13          | 5           | -                     | -                     | -                              | -                              | -                              | 13    | 5     |
| Total sur la carrière | Total sur la carrière      | Total sur la carrière | 315         | 122         | 32                    | 13                    | -                              | 8                              | 1                              | 355   | 136   |

## Palmarès
Slavia Mazyr
- Meilleur buteur de la deuxième division biélorusse en 2014.

 Chakhtior Salihorsk
- Finaliste de la Coupe de Biélorussie en 2017.

 Dinamo Brest
- Champion de Biélorussie en 2019.
- Vainqueur de la Supercoupe de Biélorussie en 2019 et 2020.
- Finaliste de la Coupe de Biélorussie en 2020.

 Torpedo Moscou
- Championnat de Russie de deuxième division en 2022.